# I giorni della violenza
I giorni della violenza è un film del 1967 diretto da Alfonso Brescia.

## Trama
Johs Lee, dopo aver perso il fratello ucciso da sconosciuti, decide di unirsi ai guerriglieri del Sud. Dopo la guerra incontra Christine, moglie di uno spietato ufficiale, e la rapisce per vendetta trascinandola verso la frontiera.

## Curiosità
Il regista Alfonso Brescia nei titoli di testa ha utilizzato lo pseudonimo di Al Bradley, cognome che aveva copiato dall'attore americano Harold Bradley che recitava nel film.